# Cleistanthus petelotii
Cleistanthus petelotii là một loài thực vật có hoa trong họ Diệp hạ châu. Loài này được Merr. ex Croizat mô tả khoa học đầu tiên năm 1942.